# Baeoura hemmingseni
Baeoura hemmingseni är en tvåvingeart som beskrevs av Alexander 1978. Baeoura hemmingseni ingår i släktet Baeoura och familjen småharkrankar. Inga underarter finns listade i Catalogue of Life.